# Klopotský potok
Klopotský potok (německy Gelobtbach) je potok pramenící u obce Dolní Žleb v Děčínské vrchovině, povodí Labe, Ústeckém kraji, okrese Děčín, CHKO Labské pískovce. Je to levostranný přítok Labe. Převážná část jeho toku je vedena po česko-německé státní hranici. Je dlouhý 4 km. V dolní části toku asi 300 metrů od ústí do řeky Labe je umělé vytvořený 4 metry vysoký vodopád a jezírko, hloubka tohoto jezírka je 3 metry. Přístup k tomuto jezírku s vodopádem je nejlepší po zelené turistické stezce ze železniční stanice Dolní Žleb a nebo po kratší cestě podél státní hranice avšak s prudkým stoupáním v délce 100 metrů.

## Přítoky
- Hertelsgrundbach
- Quergelobtbach
- Schwarzpfützenbach

## Fotogalerie

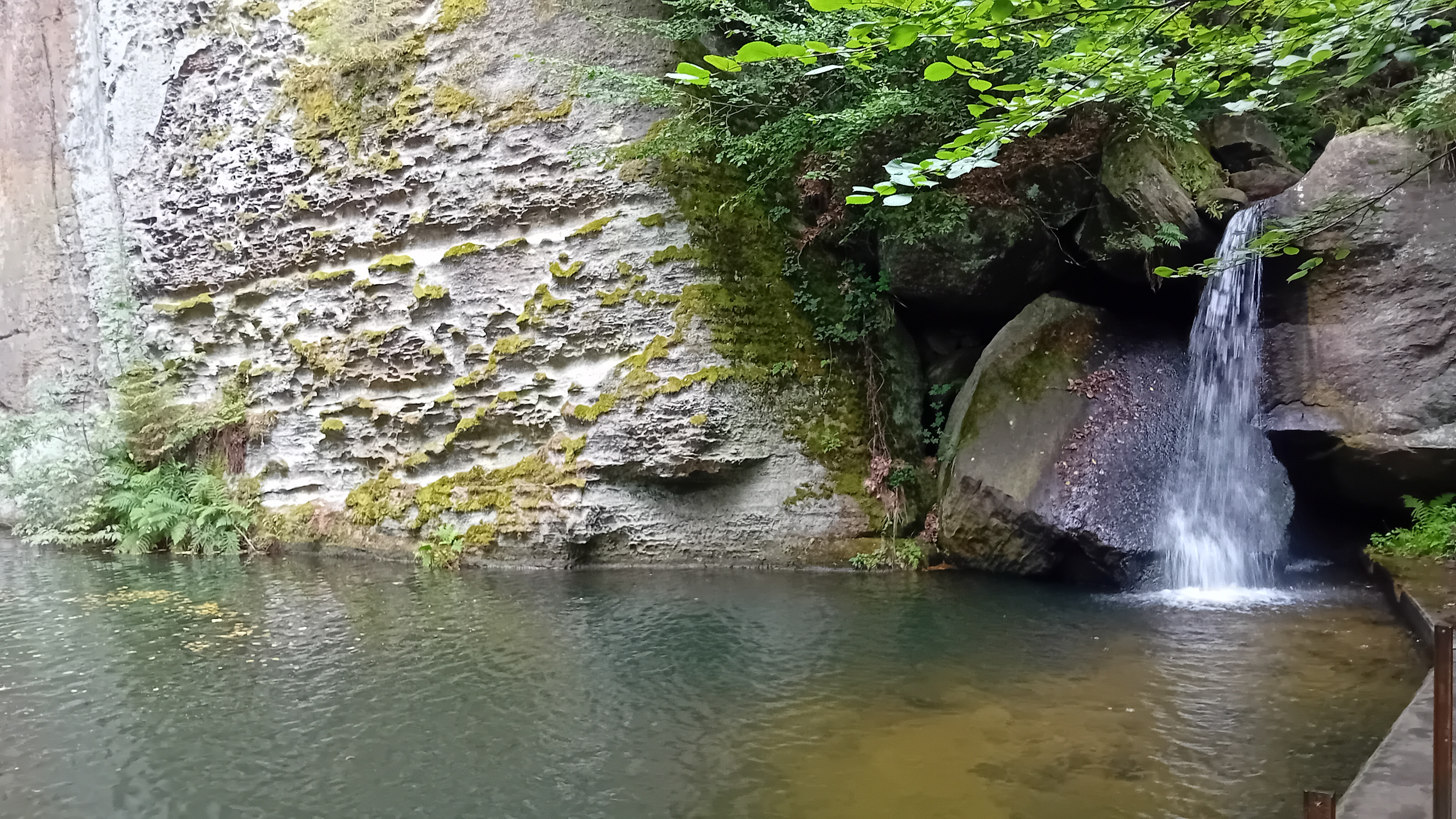
Klopotské jezírko s vodopádem
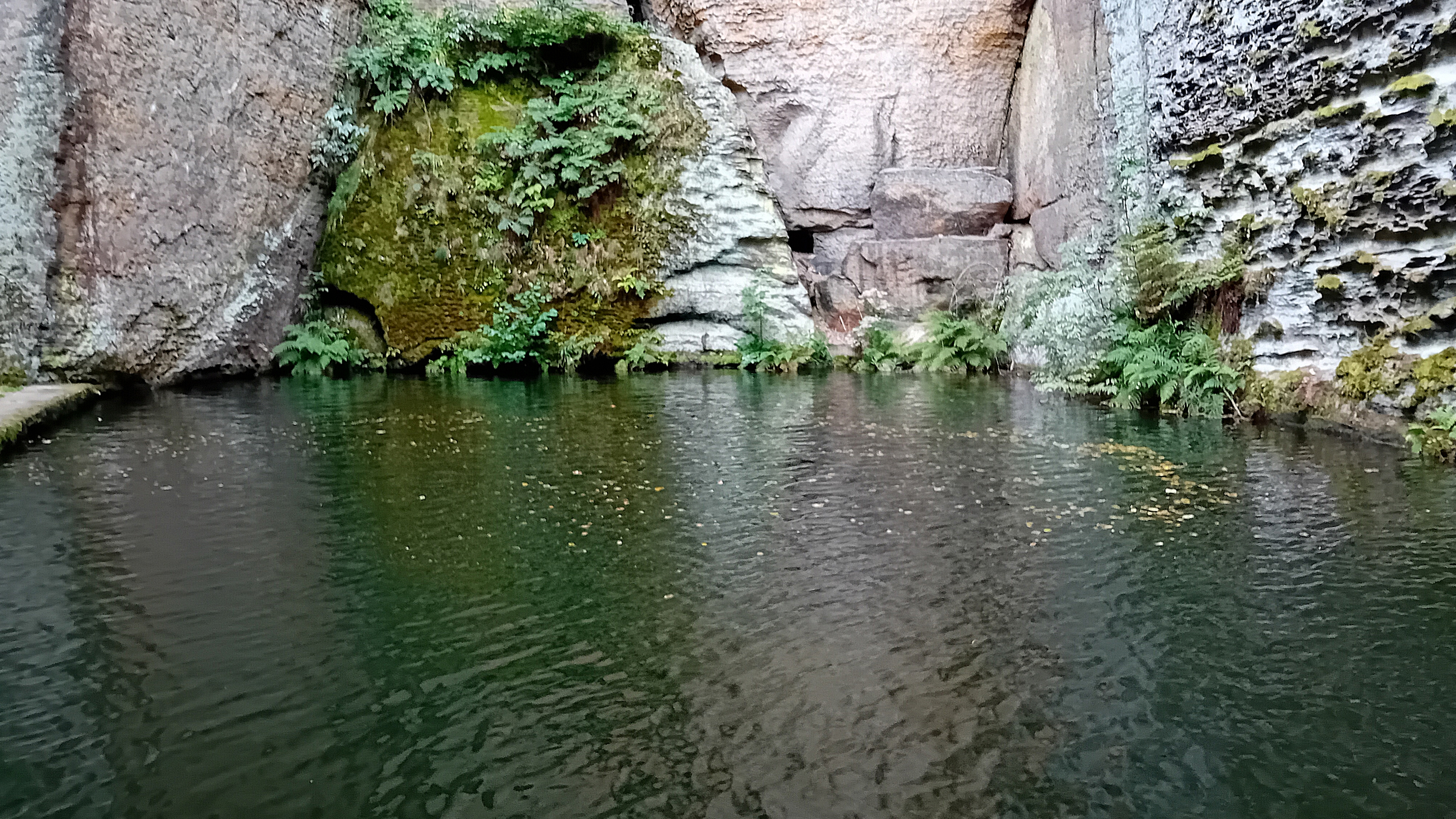
Klopotské jezírko
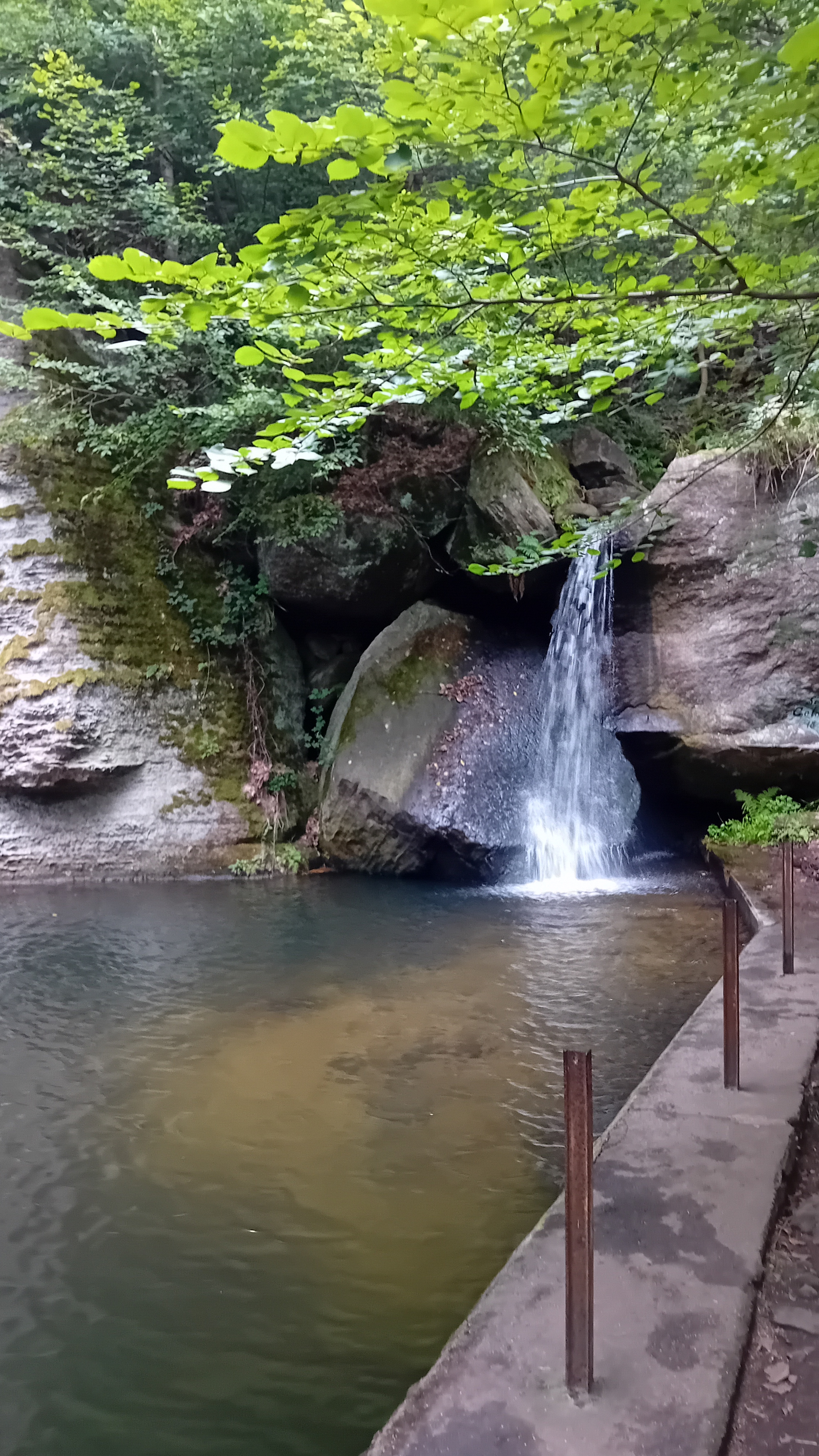
Klopotský vodopád
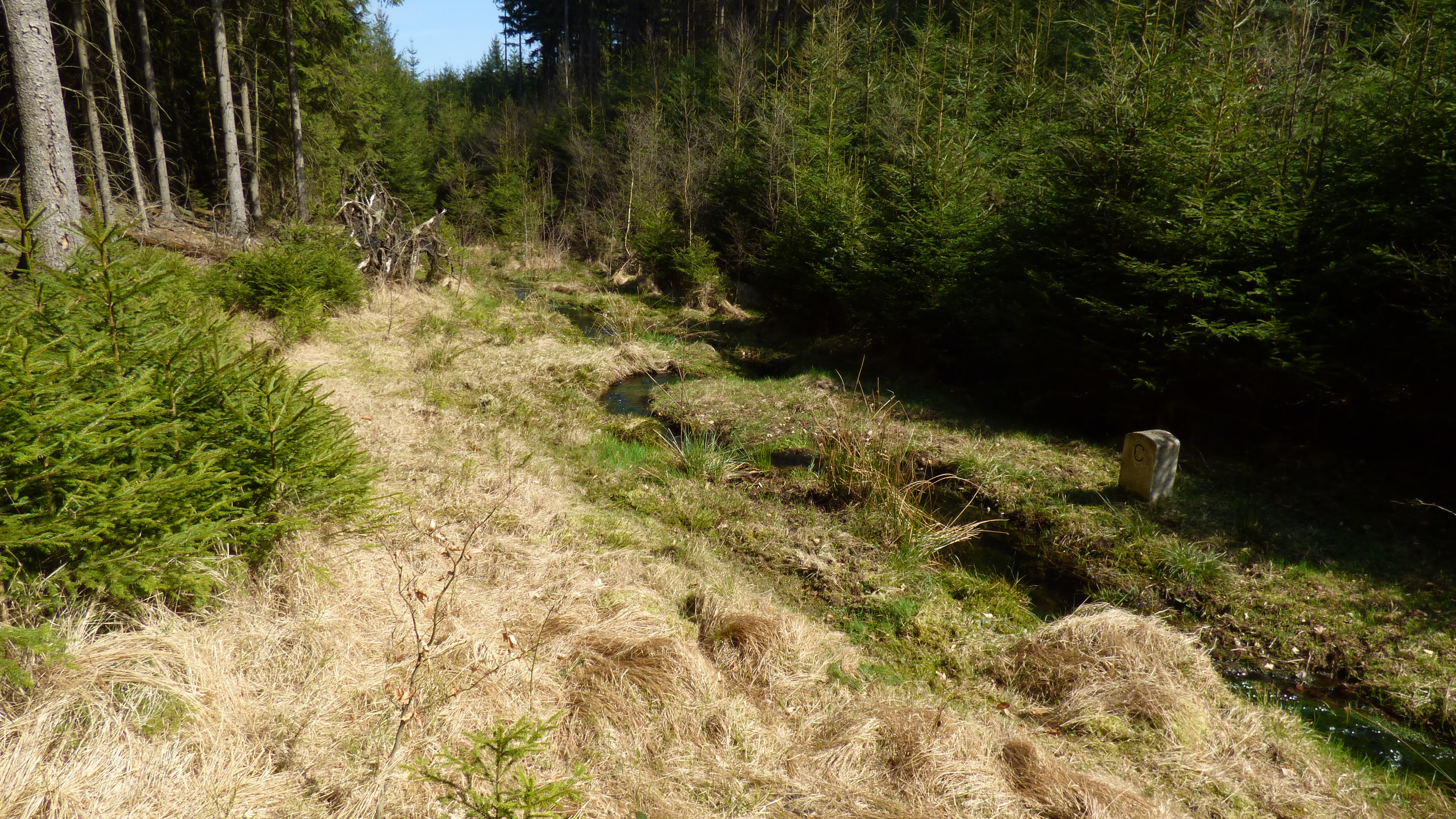
Údolí Klopotského potoka
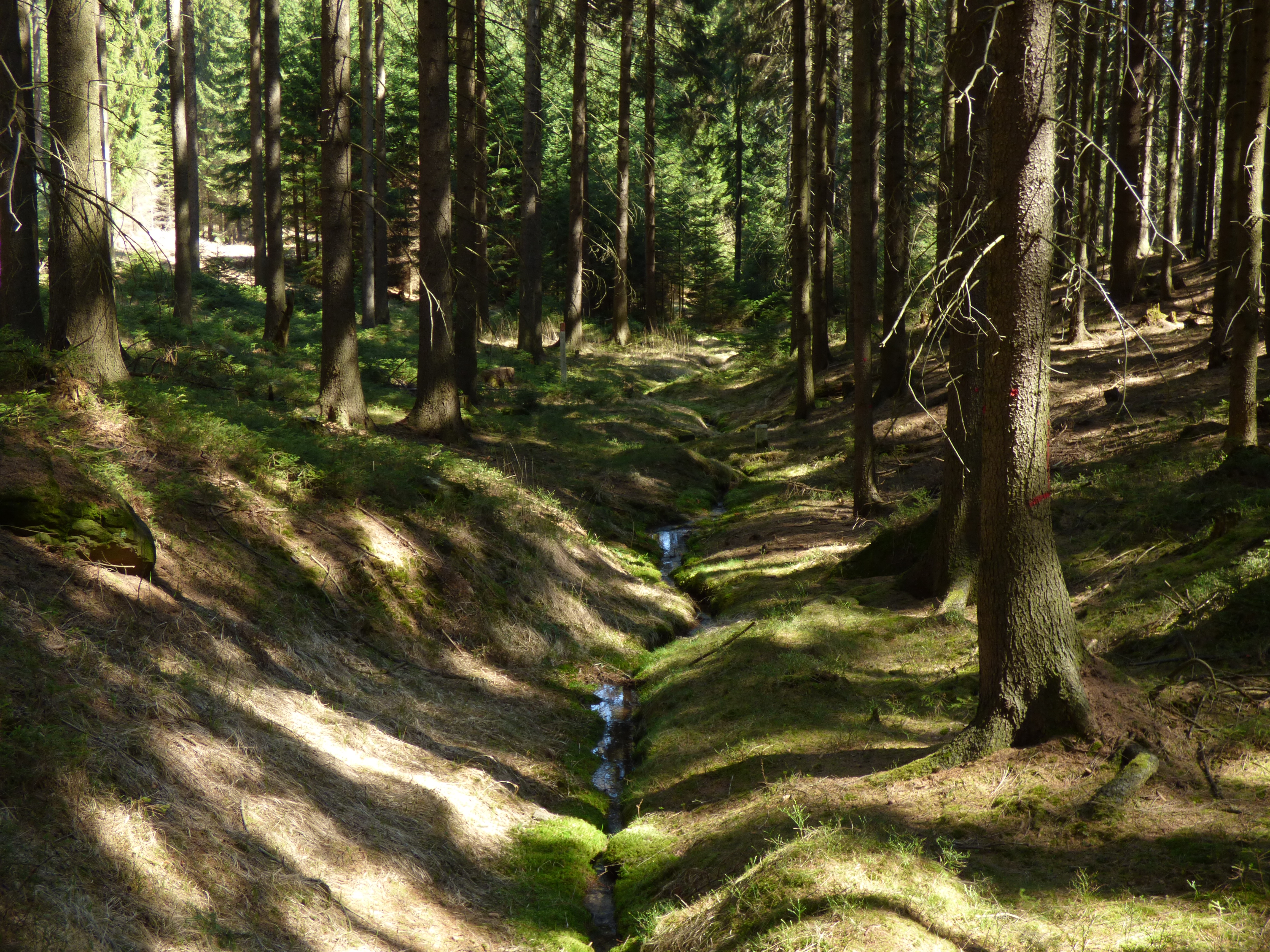
Klopotský potok v lese